# 槍擊潑辣
槍擊潑辣（或全寫成大寫）。槍擊潑辣之英文名，GUN 譯為槍，TZE 譯為擊，PAULA譯為潑辣，於2008年成立，以吉他、貝斯、及爵士鼓三件搖滾樂團經典配置樂器為主的強力三重奏配置（power trio）。樂團以高超的演奏編曲技巧為主軸、並以著名的鞭擊貝斯（slap bass）技巧風格為人所知；編曲概念以團員之間練團時不斷的即興所創造的樂句及曲式為基礎，再發展出整首歌曲的完整架構。歌曲詞意多以社會議題為發想，並探討人與人之間的晦暗情感作為創作靈感來源。

## 成員
槍擊潑辣最早由黃子豪、連彥杰和陳保霖和魯湘永所組成，後來魯湘永在樂團初期開始創作時離開。鼓手保霖於2016年因個人生涯規劃離團。於2017年加入新鼓手李旻諺，現任樂手為主唱兼貝斯手黃子豪，吉他手連彥杰和鼓手李旻諺。

## 樂團經歷

### 成團 (2008-2013)
最初主唱子豪與阿杰組成的 funk rock 樂團解散之後，子豪轉向對於彈奏 bass 的興趣，由導師阿佑得到的神琴苦練 slap 敲擊技巧；隨後阿杰提議再嘗試重新組團創作，共同練習 funk fusion 之曲目作品，其中以 Oz Noy 的曲子〈Just Groove Me〉作為應徵鼓手的曲目、伴以即興演奏的方式，與鼓手保霖共同組成樂團，隨後加入薩克斯風手魯湘永，以團員英文名稱拆解組成「Guntzepaulna」團名，然而魯湘永在樂團初期開始創作時離開，即修改名稱為「Guntzepaula 槍擊潑辣」。

### 《惑众 HUOZHONG》首張專輯發行 (2014-2015)
槍擊潑辣在2012年於地下社會初登場即造成轟動，也因此登上 Streetvoice 街聲主辦的見證大團 TNBT 打開知名度、尤其以改編林強的〈春風少年兄〉一曲受到廣大的注目與爭議；隨即也在同年第十三屆海洋音樂祭入選大賞十團，且獲得第三名海洋之星的獎項、奠定樂團日後的知名度與地位。在累積一年多的演出經驗後也完成了九首自創歌曲，並在 2014 年發行首張專輯《惑众》。該專輯收錄一首演奏曲、三首英文歌與五首台語歌。
《惑众》入圍了六項金音獎提名，並獲得第五屆金音創作獎【最佳搖滾專輯獎】與【最佳樂手獎】。
槍擊潑辣於同年與典選音樂簽約，並跟 Trash 樂團攜手展開「世界盡頭的末班車」2015 亞洲巡迴，巡迴國家包含香港、新加坡、中國、日本與台灣。

### 《黑色蓮花》 (2016-2018)
第二張專輯《黑色蓮花》發行於 2016 年，收錄了七首台語歌與三首演奏曲，並入圍了兩項金音獎。槍擊潑辣與典選音樂結束經紀約，鼓手保霖也因個人生涯規劃離團。
新鼓手李旻諺（aka 淡水鼓王爺）在 2017 加入，第一場演出即受邀飛往法國參加第戎的 Wanagain 音樂節。

### 《關咧覕咧藏咧》 (2019-至今)
槍擊潑辣於 2019 與出力音樂簽約，且於同年發行一張數位 EP《關咧覕咧藏咧》，其中收錄了三首台語創作。
槍擊潑辣並在 2021 年創作了成團至今第一首漢語歌曲〈棋戰輪迴 Chess Saṃsāra〉 （页面存档备份，存于），是與嘻哈歌手 R-Flow 的合作歌曲，該曲為知名台灣服裝品牌 oqliq （页面存档备份，存于） 於 2021 倫敦時裝週 3D runway 所使用之主題曲。

## 音樂作品

### 專輯
《惑》HUOZHONG 
，2014年發行。
槍擊潑辣的首張專輯，噪音搖滾的元素在台灣，經由槍擊潑辣的作品，開始被大眾看見，槍擊潑辣的實驗性質曲風也是此張特色之一。由九首歌構成的專輯，也是集結槍擊潑辣自成團以來的演奏結晶，因為槍擊潑辣的歌曲都是由三個人在練團時，不斷即興而創作出來，有時候只有一段鼓的節奏，有時候是吉他的riff甚至一個聲音，或是BASS的實驗性彈奏，進而慢慢發展出完整的歌曲架構，再配唱填詞。
惑众可分為兩種層面，一種就是公眾人物以自身魅力和言語及行為來迷惑群眾，反之則是被這些行為所迷惑的普羅大眾，歌曲的內容講述大多來自於社會新聞，或是口耳相傳不知真偽的事件，我們都是被這世界迷惑的大眾，同時也是迷惑他人的一個個體，而取”众”字則代表槍擊潑辣自始自終的Trio三重奏組合。
本專輯獲得第五屆金音創作獎六項提名，並得到最佳搖滾專輯以及最佳樂手（貝斯兼主唱）兩項大獎。
| 曲序 | 曲名                | 作詞           | 作曲/編曲                      | 時間長度 | 附註 |
| ---- | ------------------- | -------------- | ------------------------------ | -------- | ---- |
| 01   | 惑众 / Huozhong     |                | 黃子豪、陳保霖、連彥杰、彭彥凱 | 02:14    | 演奏 |
| 02   | 軟土深掘 / Dig      | 黃子豪         | 黃子豪、陳保霖、連彥杰         | 04:14    | 台語 |
| 03   | Magic Man           | 黃子豪、廖蕙芬 | 黃子豪、陳保霖、連彥杰         | 03:39    | 英語 |
| 04   | Stan                | 黃子豪、廖蕙芬 | 黃子豪、陳保霖、連彥杰         | 05:38    | 英語 |
| 05   | 末班車 / Last Train | 黃子豪         | 黃子豪、陳保霖、連彥杰         | 03:23    | 台語 |
| 06   | 妳低叼位 / Falling  | 黃子豪         | 黃子豪、陳保霖、連彥杰         | 06:33    | 台語 |
| 07   | Dr. Chen            | 黃子豪、廖蕙芬 | 黃子豪、陳保霖、連彥杰         | 05:32    | 英語 |
| 08   | 青梅竹馬 / Victoria | 黃子豪         | 黃子豪、陳保霖、連彥杰         | 04:46    | 台語 |
| 09   | 螻蟻 / War          | 黃子豪         | 黃子豪、陳保霖、連彥杰         | 07:36    | 台語 |

《黑色蓮花》BLACK LOTUS2016年典選音樂發行。
是台灣樂團槍擊潑辣第二張專輯，「不再為了實驗而實驗，而是音樂應該聽起來的樣子。」
| 曲序 | 曲名                              | 作詞   | 作曲/編曲              | 時間長度 | 附註 |
| ---- | --------------------------------- | ------ | ---------------------- | -------- | ---- |
| 01   | 黎霧 / Mist of Dawn               |        | 黃子豪、陳保霖、連彥杰 | 02:20    | 演奏 |
| 02   | 講賣翻掐 / Remiss                 | 黃子豪 | 黃子豪、陳保霖、連彥杰 | 03:42    | 台語 |
| 03   | 惦惦就好 / Remain Silent          | 黃子豪 | 黃子豪、陳保霖、連彥杰 | 03:37    | 台語 |
| 04   | Drag Queen                        | 黃子豪 | 黃子豪、陳保霖、連彥杰 | 04:03    | 台語 |
| 05   | 睏賣醒 / Can't Awake              | 黃子豪 | 黃子豪、陳保霖、連彥杰 | 06:07    | 台語 |
| 06   | 站作伙 / Stand By Me              | 黃子豪 | 黃子豪、陳保霖、連彥杰 | 03:33    | 台語 |
| 07   | 湮滅輻射 / Annihilation Radiation |        | 黃子豪、陳保霖、連彥杰 | 01:12    | 演奏 |
| 08   | 黑色蓮花 / Black Lotus            | 黃子豪 | 黃子豪、陳保霖、連彥杰 | 04:47    | 台語 |
| 09   | 尚好賣出現 / I'm Sick             | 黃子豪 | 黃子豪、陳保霖、連彥杰 | 05:28    | 台語 |
| 10   | 青竹絲女孩 / Green Viper Girl     |        | 黃子豪、陳保霖、連彥杰 | 02:11    | 演奏 |

《關咧覕咧藏咧》ESCAPISM 2019 發行
槍擊潑辣第三張EP作品。
| 曲序 | 曲名                     | 作詞   | 作曲/編曲              | 時間長度 | 附註 |
| ---- | ------------------------ | ------ | ---------------------- | -------- | ---- |
| 01   | 關咧覕咧藏咧 / Escapism  | 黃子豪 | 黃子豪、連彥杰、李旻諺 | 03:42    | 台語 |
| 02   | 遇到你 / Since I Met You | 黃子豪 | 黃子豪、連彥杰、李旻諺 | 03:57    | 台語 |
| 03   | 放乎空 / Free Your Mind  | 黃子豪 | 黃子豪、連彥杰、李旻諺 | 06:58    | 台語 |

## 獎項
2012年 第十三屆海洋音樂大賞奪得【海洋之星】獎項。
2014年 第5屆金音創作獎六項提名：【最佳樂團獎《槍擊潑辣》】、【最佳新人（團）獎《槍擊潑辣》】、【最佳樂手獎（黃子豪）】、【最佳搖滾專輯獎《惑》】、【最佳搖滾單曲獎《軟土深掘 Dig》】、【最佳風格類型單曲獎《Dr. Chen》】；專輯《惑》獲得第5屆金音創作獎【最佳搖滾專輯獎】、【最佳樂手獎】。
2014年 南面而歌MV創作獎【青梅竹馬】。
2016年 第7屆金音創作獎兩項提名：【最佳搖滾專輯獎《黑色蓮花》】、【最佳樂手獎《黃子豪》】。

## 活動經歷
2022
- 臺北時裝週 Taipei Fashion Week x oqLiq 時裝秀 live 演出
- 台灣啤酒「金牌啤酒 X 槍擊潑辣」2022 年度形象廣告｜不留一手
- 2022 新北市河海音樂季
- 台啤《金牌創世代》總決賽演唱會 - 台北流行音樂中心
- 青搖快遞 ROCK YOUR YOUTH
- 鐵擊冬季友達演出
- 五萬五保庇 - 駁二LIVE WAREHOUSE
- Massman 給我安息生日趴 w/潛水浣熊, Everfor

2021
- London Fashion Week 倫敦時裝週 3D runway 主題曲 - R.Flow x 槍擊潑辣 〈棋戰輪迴 Chess Saṃsāra〉
- 回春派對 - 肥春號 Fatchun Café
- B級音樂節之八十八顆芭樂籽 25 週年祭
- 浪人祭 Vagabond Festival
- 禾火LIVE無限舞台

2020
- 華視ｘ公視台語台【上奅台灣歌】與蕭煌奇共演「台灣味」
- 輕鬆電台「同恩 in da House」不插電現場
- The Wall「還我大港 Deluxe 慈悲音樂會 」
- 凝聚力展演空間【YSO LIVE ! 】樂手巢現場
- 臺南文化創意產業園區「我主張 台南言論自由日」
- 《關起門來演》解禁巡迴台中場
- 《關起門來演》解禁巡迴高雄場
- Rocks 岩石音樂「三人合戰音樂節 」
- 困難生活節
- 【台灣樂團編年史 - 樂團火系列三】 專訪

2019
- 槍擊潑辣發行第三張作品 EP《關咧覕咧藏咧》
- 景美國家人權博物館「白風吹耳孔白恐音樂會」
- 2019 新北市河海音樂季
- 台南「撐香港，要自由 音樂會」
- 廟埕新台語演唱會
- 金馬獎頒獎典禮－雷光夏「范保德 - 深無情」現場演奏
- 爛泥發芽音樂祭
- 搖滾巷「巷仔 live」

2018
- 謝春德《平行宇宙三部曲：天火》展覽藝術之共同創作〈末日哀嘆之歌〉
- N.I.B. bar & livehouse「巴槍走火// 槍擊潑辣ｘ培根巴掌ｘ走光樂團 」
- LUCfest 貴人散步音樂節
- 巨獸搖滾音樂祭 8.0
- Artificially Noise Vol.2 人工造音
- 高雄百樂門「三人合戰Vol.3」
- 麥卡貝音樂頻道【超靠北,樂團】節目

2017
- 法國第戎 Wanagain Festival 音樂節演出
- 成大飆夢音樂節
- Tcrc 前科累累俱樂部【台南公演】槍擊潑辣 x 黑色收音機派對 x 謝謝你得 肺癌。
- 嘉義 WAKE UP 覺醒音樂祭
- 聲波浪潮音樂季 Simple Rock
- 海洋音樂祭
- 巨獸搖滾音樂祭 7.0
- 強勢搖滾音樂節
- 「一首懸命 樂團音樂節 」評審

2016
- 槍擊潑辣發行第二張專輯《黑色蓮花》
- 第七屆金音創作獎提名：最佳搖滾專輯獎
- 《黑色蓮花》搶聽派對
- 《黑色蓮花》發片巡演專場（台北、台中、台南、高雄）
- 高雄草衙劇場簽唱會
- 嘉義 WAKE UP 覺醒音樂祭
- The Next Big Thing 大團誕生六年回顧場
- 2016 共生音樂節：我們在這裡
- 「重擊 Live」槍擊潑辣 x 既視感 x 聲子蟲
- 草根音樂節
- 百樂門福袋之夜
- 南區熱門音樂祭
- 《黑色蓮花》搶聽派對
- 聲波浪潮音樂季 Simple Rock
- 陳文成事件 35 週年紀念晚會
- 漁人搖滾
- PIPE Live Music Present： kNOw Stage Sessions 現場演唱會
- 無懼音樂祭
- 【形影不離】獨立音樂巡演紀錄片放映座談
- iLike Radio 中廣流行網《StreetVoice 未來進行式》專訪
- 台北愛樂電台 雷光夏《聲音紡織機》專訪
- 教育廣播電台《拍律遊樂園》專訪
- 公視「台灣好大團」360° VR 演出

2015
- 2015 彰化縣跨年晚會「閃耀彰化 員林好行」
- 世界盡頭的末班車：亞洲巡演 w/Trash（台灣、新加坡、香港、中國、日本）
- 「犀利閃電趴」SUNDAY STAGE
- 山羊酒館叫春趴
- 小地方開幕亂鬥趴
- The Next Big Thing 2015 大團誕生 開發場 2
- 台大熱音社座談會
- 虎尾「六月革命」
- 嘉義 WAKE UP 覺醒音樂祭
- 台大校慶音樂會演出
- 台北周末不斷電
- Soul Live Box 台灣原創現場

2014
- 槍擊潑辣發行首張專輯《惑众》
- 第五屆金音創作獎六項提名，獲得最佳搖滾專輯獎與最佳樂手獎（黃子豪）
- 《惑众》發片專場
- 嘉義 WAKE UP 覺醒音樂祭
- 街頭搖滾音樂嘉年華 Park Park Carnival
- 犀利未來趴
- 台灣樂團潮音樂節
- 上海簡單生活節
- 發條音樂節
- THE WALL HAND PICK 職人推薦 Vol.3
- The Next Big Thing 2014 大團誕生 開發場 6
- 桃園鐵玫瑰音樂節 Taoyuan Iron Rose Music Festival
- 搖滾奔樂音樂節
- 金音獎集氣之夜
- TRIO 怪奇三重奏
- 淡江詞創「覺軒 LIVE HOUSE 」
- 福島核災三週年反思音樂會

2013
- 巨獸搖滾音樂祭 3.0
- 海洋音樂祭第 14 屆海洋音樂大賞敬演團
- GMX金曲音樂節
- 地下社會 Underworld - 最終場
- 新加坡 Music Matters Live 音樂節
- Streetvoice 見證大團之年度十大新團
- The Next Big Thing 2013 大團誕生 開發場 5
- 「The Next Big Thing 見證大團」第五十五集
- 「The Next Big Thing 見證大團」第二十二集
- 「The Next Big Thing 見證大團」第一集
- 嘉義十八銅人搖滾英雄會
- 大港開唱
- The Big Landing 大登陸校園演唱會
- 台灣樂團潮音樂節
- U Rock！硬地校園巡迴音樂季
- 咖啡廣場「硬地音樂挑戰賽 」示範團
- 大高雄超級搖滾日
- 政大金旋夏日草地音樂會

2012
- 巨獸搖滾音樂祭 2.0
- Simple Life 簡單生活節
- 海洋音樂大賞第13屆 - 海洋之星大賞
- The Next Big Thing 2012 大團誕生 開發場 4
- 「王家大鋸院 - 墟擬其境」音樂會
- 地下社會 Underworld 演出

## 外部連結
- 槍擊潑辣（facebook）
- 槍擊潑辣-Guntzepaula （页面存档备份，存于）（StreetVoice）
- 淡水鼓王爺 卍旻諺尊王卍 學妹限定（facebook）